# Barin
Barin fou una de les cinc principals tribus dels tàtars del Kanat de Crimea. El fundador hauria estat Mir Barin que va donar suport a Hacı I Giray l'efectiu fundador del kanat. El nom podria derivar de Baraghon que vol dir "ala dreta".
A diferència de les altres famílies, els barins no estaven dividits en branques i la successió del seu cap era purament hereditària de pare a fill i no al germà com era tradicional a la resta i entre els pobles nòmades. El cap era anomenat Barin beg i el seu fill i hereu Barin Mirza. La seva zona d'assentament principal era Kara-su.